# Heblesricht
Heblesricht ist ein Gemeindeteil des Marktes Allersberg im Landkreis Roth (Mittelfranken, Bayern). Heblesricht liegt in der Gemarkung Ebenried.

## Lage
Das Dorf liegt auf freier Flur. Es entspringen dort der Pitschenhofgraben, ein rechter Zufluss der Schwarzach, und der Schönbrunner Bach, ein linker Zufluss der Kleinen Roth. Die Kreisstraße RH 8 führt nach Ebenried (1,8 km östlich) bzw. nach Schönbrunn (0,9 km westlich). Eine Gemeindeverbindungsstraße führt zu einer Gemeindeverbindungsstraße bei Uttenhofen (1,2 südlich).

## Geschichte
1264 wurde Heblesricht erstmals urkundlich erwähnt. im 16. Jahrhundert bestand der Ort aus 17 Anwesen.
Gegen Ende des 18. Jahrhunderts gab es in Heblesricht 13 Anwesen, eine Kapelle und ein Gemeindehirtenhaus. Das Hochgericht übte das pfalz-neuburgische Pflegamt Hilpoltstein aus. Die Protestantische Kultusstiftung Nürnberg war Grundherr sämtlicher Anwesen.
Im Rahmen des Gemeindeedikts (frühes 19. Jahrhundert) wurde Heblesricht dem Steuerdistrikt und der Ruralgemeinde Ebenried zugewiesen. Am 1. Januar 1972 erfolgte im Zuge der Gebietsreform in Bayern die Eingemeindung nach Allersberg.

### Baudenkmäler
- Haus Nr. 13: Wohnstallhaus[9]
- Haus Nr. 16: Katholische Ortskapelle[9]

### Einwohnerentwicklung
| Jahr      | 001818 | 001836 | 001861 | 001871 | 001885 | 001900 | 001925 | 001950 | 001961 | 001970 | 001987 |
| Einwohner | 85     | 90     | 87     | 82     | 83     | 98     | 76     | 80     | 61     | 68     | 53     |
| Häuser    | 15     | 15     |        |        | 16     | 15     | 14     | 14     | 14     |        | 15     |
| Quelle    | [ 11 ] | [ 12 ] | [ 13 ] | [ 14 ] | [ 15 ] | [ 16 ] | [ 17 ] | [ 18 ] | [ 19 ] | [ 20 ] | [ 1 ]  |

## Religion
Heblesricht ist römisch-katholisch geprägt und bis heute nach Mariä Himmelfahrt (Allersberg) gepfarrt. Die Einwohner evangelisch-lutherischer Konfession gehören zur Pfarrei Ebenried.